# Serge Koussevitzky

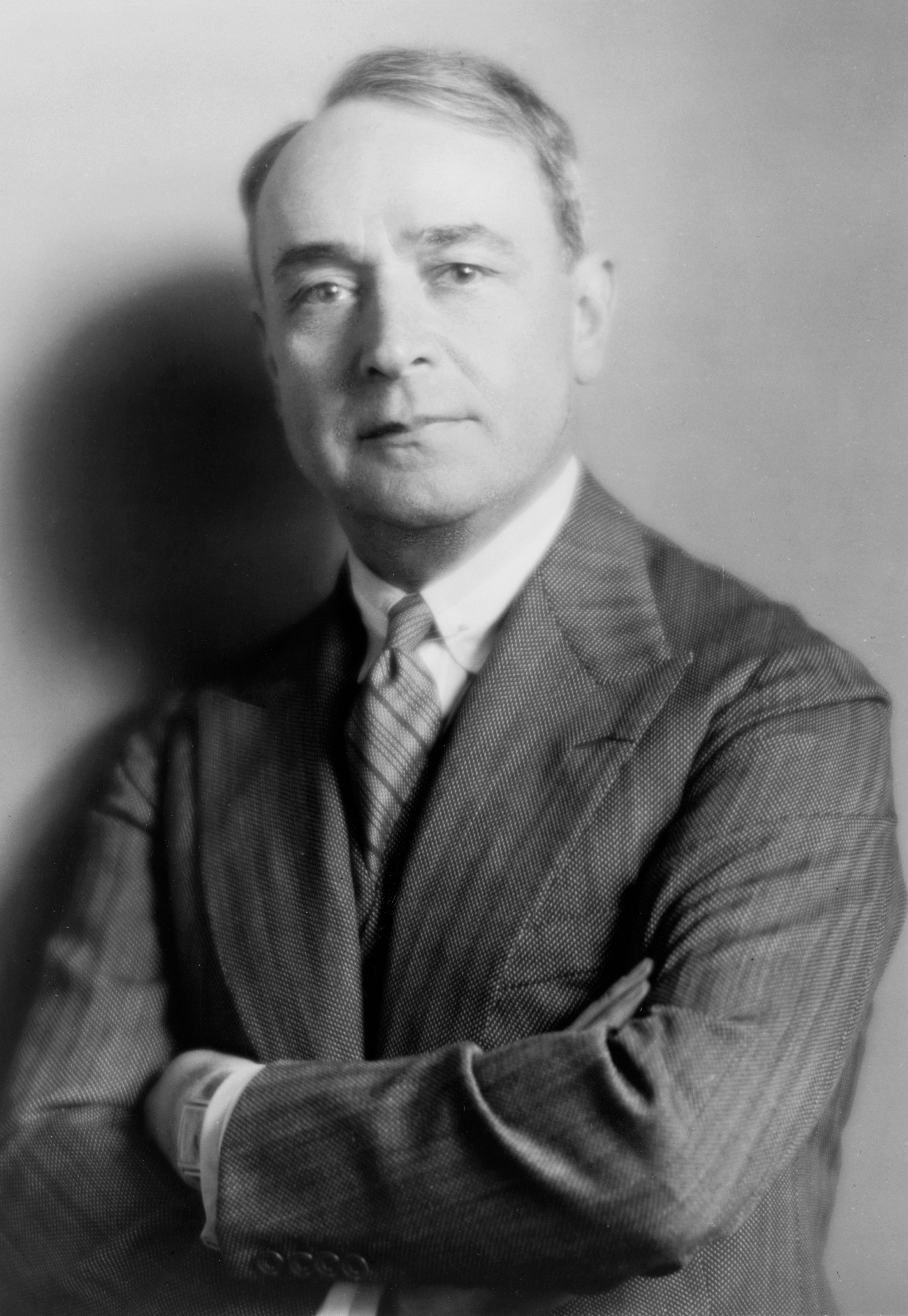
Serge Koussevitzky

Serge Aleksandrovitsj Koussevitzky (Russisch: Сергей Александрович Кусевицкий, Sergej Aleksandrovitsj Koessevitski) (Vysjni Volotsjok, 26 juli 1874 - Boston, 4 juni 1951) was een Russisch-Amerikaanse contrabassist, componist, muziekuitgever en dirigent.

## Leven
De ouders van Serge waren professionele musici die hem de viool, cello en piano leerden bespelen. Op zijn veertiende kreeg hij een beurs om in Moskou contrabas en muziektheorie te gaan studeren. Toen hij twintig was, speelde hij in het orkest van het Bolsjojtheater. Toen hij 27 werd volgde hij zijn leraar contrabas op. In 1901 maakte hij zijn solistendebuut. Een recital in Berlijn in 1903 bezorgde hem snel bekendheid. In Berlijn studeerde hij orkestdirectie bij Arthur Nikisch, de dirigent van de Berliner Philharmoniker. Dit orkest dirigeerde Koussevitzky zelf voor het eerst in 1908. Hij keerde in 1909 terug naar Moskou waar hij een eigen orkest oprichtte en een muziekuitgeverij. Zijn uitgeverij publiceerde werken van Alexander Scriabin, Igor Stravinsky, Sergei Prokovjev en Nikolaj Medtner. Vanaf 1909 werd hij in heel Rusland bekend door zijn briljante optredens als dirigent. Na de Russische Revolutie dirigeerde hij korte tijd in Sint-Petersburg, maar in 1920 ging hij naar Parijs waar hij vele componisten ontmoette. In 1924 emigreerde hij naar de Verenigde Staten (staatsburger in 1941) waar hij in dat jaar benoemd werd tot dirigent van het Boston Symphony Orchestra. Koussevitzky bouwde dit orkest uit tot een ensemble van de eerste rang. Tot 1949 bleef hij in Boston dirigeren.

## Moderne muziek
In 1922 vroeg Koussevitzky Maurice Ravel een orkestratie te maken van Modest Moessorgski's Schilderijententoonstelling. Voor het vijftigjarig bestaan van het Boston Symphony Orchestra in 1930 liet hij de volgende werken componeren: Ravel's pianoconcert, de Second Rhapsody van George Gershwin, de Vierde Symfonie van Prokovjev, de Symfonisch muziek voor blazers en strijkers van Paul Hindemith en de Psalmensymfonie van Stravinsky. In 1942 richtte hij de Koussevitzky Foundation op ter nagedachtenis aan zijn vrouw Natalie. In opdracht van deze stichting schreef Béla Bartók zijn Concert voor orkest, Benjamin Britten zijn opera Peter Grimes en Olivier Messiaen zijn Turangalîla-symfonie, stuk voor stuk mijlpalen in de klassieke muziek van de 20e eeuw. De Koussevitzky Foundation speelt nog steeds een belangrijke rol in het Amerikaanse muziekleven.
Onder musici is Koussevitzky verder bekend door zijn concert voor contrabas en orkest. Dit werk moeten contrabassisten vaak spelen bij hun proefspel als zij solliciteren bij een symfonieorkest. Voorheen vormden composities van Giovanni Bottesini de maatstaf voor virtuositeit op de contrabas. Koussevitzky bezat verschillende contrabassen van beroemde Italiaanse bouwers zoals Amati.